# City (Comma) State
City (Comma) State fue una banda estadounidense de rock alternativo y pop punk de Los Ángeles, California, formada en el año 2010. La banda estaba formada por la vocalista principal Joanna Pacitti, el bajista Justin Siegel, el guitarrista Ryan "Frogs" McCormack, el baterista de Drew Langan, y el segundo guitarrista Jordan McGraw. 
El líder de Blink-182, Mark Hoppus, colaboró estrechamente con el grupo en su álbum debut y en la formación en general.

## Historia

### Formación (2010)
El 4 de enero de 2010, Mark Hoppus comenzó a hablar del conjunto publicando a través de Twitter sobre un nuevo proyecto musical titulado 10HRSattheMACHINE (leído como "10 Hours At The Machine"). Aunque era vago en detalles, una de las primeras cosas que publicó fue un breve vídeo de la grabación de su guitarra en el estudio. La especulación creció entre los fanes con otra publicación de Mark titulada "10HRSattheMACHINE no es blink-182 ni un proyecto en solitario. Es algo que estoy haciendo con amigos mientras Tom termina su álbum. Luego blink-182!".
A lo largo de 2010, los detalles sobre el proyecto pueden ser reconstruidos por los fanes a través de mensajes de Twitter y artículos diversos. El 1 de abril de 2010, el baterista Justin Siegel publicó un vídeo en Twitter incluyendo un clip de la canción de la banda "You Crush My Heart". La canción contó con la voz principal de Joanna Pacitti y los coros de Mark Hoppus. La canción también contó con un tecladista invitado, Ben Romans de la banda The Click Five. 
El 16 de abril de 2010 Mark Hoppus anunció formalmente su participación en la banda en un artículo de MTV. En el mismo, dijo que la banda estaba formada bajo el nombre Trousdale Press en su momento y que los miembros del grupo All Time Low estaban ayudando al grupo. También reveló que la banda estaba en las etapas finales de la grabación de un álbum. Al poco tiempo, la banda sufrió un definitivo cambio de nombre para convertirse en City (Comma) State.
El 28 de junio de 2010 en una entrevista, Alex Gaskarth de la banda All Time Low clarificó su participación en el proyecto. Las canciones que él había coescrito con Mark Hoppus en el pasado se darían a conocer bajo el nombre de City (Comma) State.
A finales de julio de 2010, la banda reveló su logotipo en su cuenta de Twitter. Misteriosos mensajes, incluyendo fotos de ensayos, comenzaron a ser publicadas en el mismo plazo.

### The First Last EPy separación (2010 - 2011)
El 25 de agosto de 2010, los miembros de la banda se dieron a conocer oficialmente y su canción debut, "City of Dreams", fue estrenada el sitio web AbsolutePunk. La canción fue escrita por Frogs, Mark Hoppus, Joanna Pacitti, Alex Gaskarth y Justin Siegel. El 27 de agosto de 2010, otra canción, titulada "Sleazy Sex Robots", se estrenó en PureVolume. La canción fue escrita por Chris Holmes, Joanna Pacitti, Mark Hoppus y Justin Siegel.
El 30 de agosto de 2010, en las fechas de la gira de All Time Low se dieron a conocer que City (Comma) State iba a ser la banda de apertura junto con A Rocket To The Moon. Desde ese momento, el conjunto hizo varias sesiones acústicas, entrevistas y dio a conocer giras y planes para grabaciones. El 30 de noviembre, TCDC Media anunció que la versión acústica de "All My Lies" fue el vídeo más visto. El 5 de diciembre de 2010, City (Comma) State puso su canción "All My Lies" en PureVolume y las tres de las canciones de su sitio estaban disponibles para descarga gratuita.
Para finales de 2011, el grupo esperaba tener dos álbumes ya publicados y para su próxima gira, el baterista Justin Siegel afirmó que no serían cabeza de cartel de su próxima gira, pero sí la apertura, y esperaban lanzar su primer EP titulado Shady Lane en torno a enero de 2011 y su EP debut titulado The First Last EP unos meses más tarde. El 26 de enero de 2011, la canción "This Night That Never Ends", fue estrenada en la radio. 
Finalmente, el 18 de mayo de 2011 durante una entrevista en el show de Gunz, City (Comma) State anunció oficialmente que se habían separado porque la vocalista Joanna Pacitti decidió continuar con su carrera solista y los miembros de City (Comma) State formaron un nuevo conjunto llamado Stars In Stereo con la cantante de rock Becca.

## Discografía

### EP
| Año  | Álbum                                                                                        |
| ---- | -------------------------------------------------------------------------------------------- |
| 2011 | The First Last EP - Lanzamiento: 2011 - Sello discográfico: Time Act Music/Woodshill Records |
| 2011 | Shady Lane - Lanzamiento: 2011 - Sello discográfico: Time Act Music/Woodshill Records        |

## Miembros
- Joanna Pacitti - vocales (2010–2011)
- Justin Siegel - batería en estudio, bajo en vivo (2010–2011)
- Ryan "Frogs" McCormack - guitarra (2010–2011)
- Drew Langan - batería (2010–2011)
- Jordan McGraw - guitarra (2010–2011)
- Mark Hoppus - bajo, vocales (2010-2011)

### Cronología
|          | Álbum          |                | Shady Lane EP  | The First Last EP |                |                |                |                |                |
| Período  | 2010           | 2011           |                |                   |                |                |                |                |                |
| Voz      | Joanna Pacitti | Joanna Pacitti | Joanna Pacitti | Joanna Pacitti    | Joanna Pacitti | Joanna Pacitti | Joanna Pacitti | Joanna Pacitti | Joanna Pacitti |
| Vocales  | Mark Hoppus    | Mark Hoppus    | Mark Hoppus    | Mark Hoppus       | Mark Hoppus    | Mark Hoppus    | Mark Hoppus    | Mark Hoppus    | Mark Hoppus    |
| Guitarra | Ryan McCormack | Ryan McCormack | Ryan McCormack | Ryan McCormack    | Ryan McCormack | Ryan McCormack | Ryan McCormack | Ryan McCormack | Ryan McCormack |
| Guitarra | Jordan McGraw  | Jordan McGraw  | Jordan McGraw  | Jordan McGraw     | Jordan McGraw  | Jordan McGraw  | Jordan McGraw  | Jordan McGraw  | Jordan McGraw  |
| Bajo     | Justin Siegel  | Justin Siegel  | Justin Siegel  | Justin Siegel     | Justin Siegel  | Justin Siegel  | Justin Siegel  | Justin Siegel  | Justin Siegel  |
| Batería  | Drew Langan    | Drew Langan    | Drew Langan    | Drew Langan       | Drew Langan    | Drew Langan    | Drew Langan    | Drew Langan    | Drew Langan    |